# Pandino
Pandino är en ort och kommun i provinsen Cremona i regionen Lombardiet i Italien. Kommunen hade 9 033 invånare (2018).